# Oldřichov (ort i Tjeckien, Södra Böhmen)
Oldřichov är en ort i Tjeckien.   Den ligger i regionen Södra Böhmen, i den centrala delen av landet, 60 km söder om huvudstaden Prag. Oldřichov ligger 507 meter över havet och antalet invånare är 225.
Terrängen runt Oldřichov är platt västerut, men österut är den kuperad. Runt Oldřichov är det glesbefolkat, med 19 invånare per kvadratkilometer. Närmaste större samhälle är Tábor, 17,5 km söder om Oldřichov. Trakten runt Oldřichov består till största delen av jordbruksmark.